# Kammermusikforeningen af 1868
Kammermusikforeningen i København blev
stiftet 5. december 1868 af Franz Neruda
med det formål ved ugentlige musikaftener
at udbrede kendskab til og dyrke
kammermusikken under de privat-selskabelige forhold,
der svarer til dennes egentlige væsen. Grænsen for
medlemmernes antal sattes oprindelig til 99, der deltes i aktive – hovedsagelig medlemmer af Det Kongelige Kapel
– og passive, og møderne holdtes i begyndelsen én
gang ugentlig i vintersæsonen efter teatertid.
Foreningen holder stadig møder hver tirsdag kl. 20.30 oktober-marts. Den har siden sin oprettelse haft betydning ved at stimulere det københavnske musikliv. Se også Natmanden
Litteratur
- Angul Hammerich: Kammermusikforeningen. 1868—93, Notitser og Statistik, København 1893 og Kammermusikforeningen, 1868-1918, København 1918.

- Kai Christensen (red.) (1994): Kammermusikforeningen i 125 år. (Kammermusikforeningen af 1868)